# Reichszentrale für jüdische Auswanderung

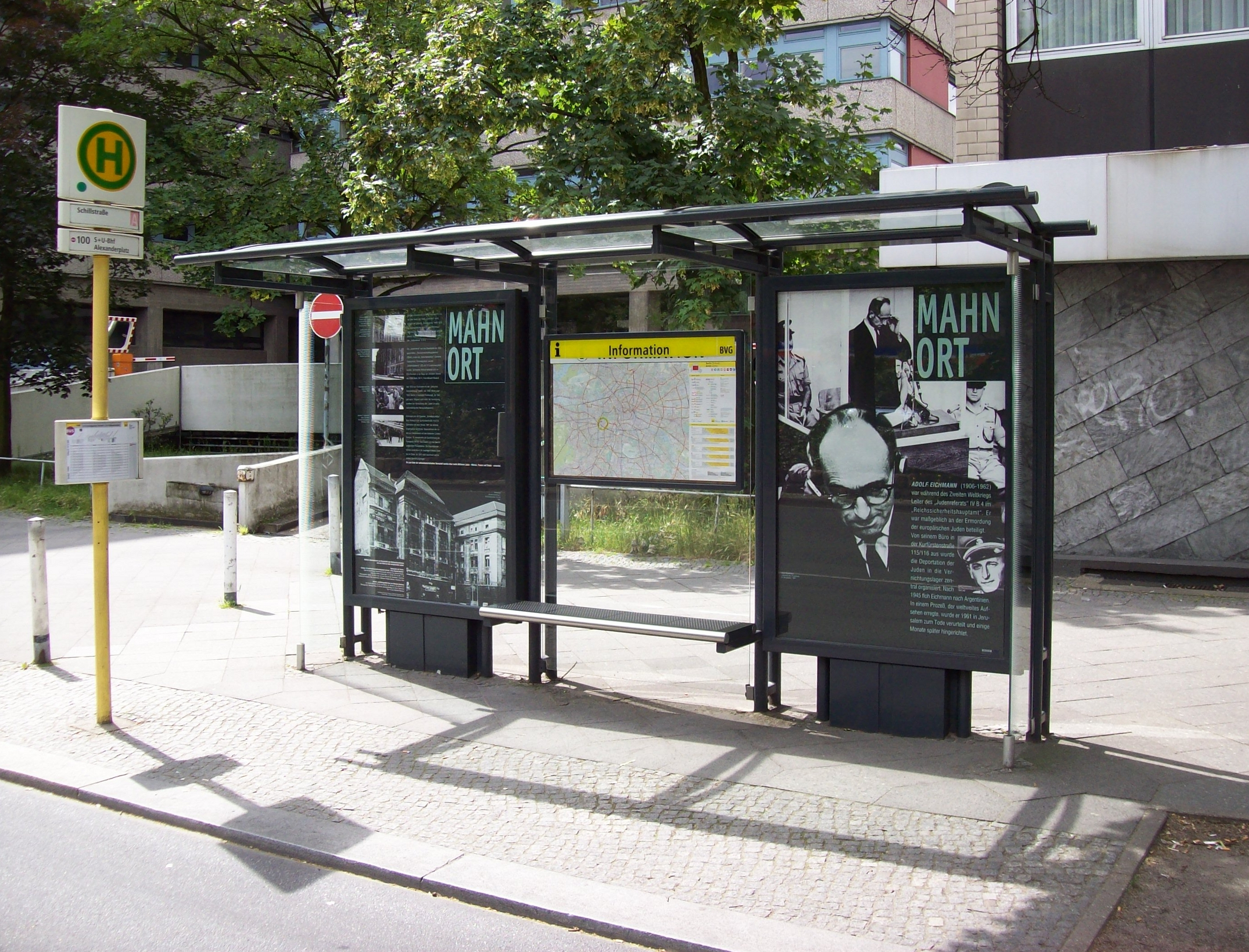
Mahnmal Reichszentrale und Eichmannreferat Kurfürstenstraße 115/116 von Ronnie Goltz

Die Reichszentrale für jüdische Auswanderung wurde auf Weisung Hermann Görings am 11. Februar 1939 in Berlin eingerichtet, um die Auswanderung der Juden aus Deutschland zu beschleunigen. Die Reichszentrale hatte ihren Sitz in der Berliner Kurfürstenstraße 115/116, im Gebäude des aufgelösten jüdischen Bürgervereins, der in die „Reichsvereinigung der Juden in Deutschland“ überführt wurde. Der Gebäudekomplex ist nicht mehr erhalten, heute steht dort das Hotel Sylt. Reinhard Heydrich hatte dies bereits unmittelbar nach der Reichspogromnacht vorgeschlagen und dabei auf Erfahrungen der Zentralstelle für jüdische Auswanderung in Wien hingewiesen, deren Organisationsmodell sich seit August 1938 im Sinne der Nationalsozialisten bewährt hatte. Leiter der Reichszentrale, die formell zum Reichsministerium des Innern gehörte, wurde Reinhard Heydrich; Geschäftsführer war zunächst Heinrich Müller, dem ab Oktober 1939 Adolf Eichmann im Amt folgte. Ab 1941 befand sich hier die Geheime Staatspolizei Abteilung Eichmannreferat.

## Aufgabenbereich
In Görings Weisung vom 24. Januar 1939 werden als Aufgaben der Reichszentrale für jüdische Auswanderung genannt:
- als vorbereitende Maßnahmen einer verstärkten Auswanderung eine „geeignete jüdische Organisation“ zu schaffen, die Bereitstellung in- und ausländischer Geldmittel zu erwirken und geeignete Zielländer für die Auswanderung festzustellen;
- bevorzugt für eine Auswanderung der ärmeren Juden zu sorgen;
- durch eine zentrale Bearbeitung die erforderlichen staatlichen Bescheinigungen und Ausweise schnell zu beschaffen.[4]

Laut Weisung war die Reichszentrale „im Reichsministerium des Inneren“ zu bilden, doch übernahm Reinhard Heydrich sofort die Leitung sowie die personelle Besetzung der Geschäftsstelle und beteiligte die Fachministerien lediglich durch Vertreter in einem Ausschuss.
Die Berliner Zentralstelle nahm im März 1939 die Arbeit auf. Anfangs gingen täglich 200 Anträge ein; bis Juni waren es trotz der „noch fehlenden organisatorischen Durchbildung“ insgesamt 6.187.

## Devisenbeschaffung
In der Weisung war ferner Görings Ministerialdirektor Helmut Wohlthat als Beauftragter genannt, der mit George Rublee vom Intergovernmental Committee on Refugees Verhandlungen führte (Rublee-Wohlthat-Abkommen), die sich mit der Finanzierung und Organisierung der Auswanderung der Juden aus Deutschland befassten. Dabei ging es einerseits um die Frage, ob das von den Aufnahmeländern verlangte „Vorzeigegeld“, das angesichts der Devisenknappheit nicht aufgebracht werden sollte, vorfinanziert und später durch deutsche Exporterlöse, durch Schuldbuchforderungen oder beschlagnahmte jüdische Vermögenswerte in einem Treuhandfonds abgetragen werden könne. Zweitens wurde erwogen, den größten Teil des beschlagnahmten jüdischen Vermögens für den Unterhalt von rund 200.000 meist älteren, nicht erwerbsfähigen in Deutschland verbleibenden Juden zu verwenden. Diese Pläne erwiesen sich zumindest mit Kriegsbeginn als nicht umsetzbar.
Der „Erste Vierteljahreslagebericht 1939“ des Sicherheitshauptamtes stellt eine Verarmung des jüdischen Mittelstandes fest und weist darauf hin, dass überall die Einwanderungsbestimmungen verschärft und die „Vorzeigegelder“ erhöht worden seien. Am 25. Februar erließ Heydrich eine „Anordnung über die Vermögensabgabe auswandernder Juden“; mit diesem Geld sollte die Auswanderung mittelloser Juden gefördert werden.

## Reichsvereinigung
Die in der Weisung erwähnte „geeignete jüdische Organisation“ für die Vorbereitung von Auswanderungsgesuchen wurde durch die Zehnte Verordnung zum Reichsbürgergesetz vom 4. Juli 1939 geschaffen. Hauptzweck dieser Zwangsvereinigung mit der Bezeichnung Reichsvereinigung der Juden in Deutschland, die deutsche Juden wie auch staatenlose Juden mit Wohnsitz in Deutschland zusammenfasste, sollte ursprünglich die Vorbereitung der Auswanderung sein, die den Juden in erheblichem Umfang selbst überlassen bleiben sollte. Die „Reichsvereinigung“ sollte sicherstellen, dass wohlhabende Juden einen bestimmten Prozentsatz ihres Vermögens als „Auswandererabgabe“ entrichteten, um die Auswanderung ärmerer Juden finanzieren zu können.

## Außenstellen: Mitwirkung bei Deportationen
Außenstellen der Berliner Reichszentrale für jüdische Auswanderung waren:
- Die bereits seit August 1938 bestehende Zentralstelle für jüdische Auswanderung in Wien.
- Die Ende Juli 1939 eingerichtete Zentralstelle für jüdische Auswanderung in Prag.[10]
- Ab dem Frühjahr 1941 gab es auch in Niederlanden eine Zentralstelle für jüdische Auswanderung in Amsterdam.[11]

Die Reichszentrale und ihre Filialen waren später mit dem Referat Eichmanns im Reichssicherheitshauptamt (RSHA) identisch. Nach Kriegsbeginn blieben die „Zentralstellen“ bestehen und förderten zumindest noch im ersten Kriegsjahr weiter die Auswanderung, bevor sie ihre Funktion wechselten und fast ausschließlich die Deportation in die Vernichtungslager organisierten. Die Zentralstellen zur Auswanderung machten nunmehr Vorgaben, nach denen die zur Kooperation gezwungene Reichsvereinigung der Juden in Deutschland und die ihr unterstellten Kultusgemeinden Listen anzufertigen und bei der Verschleppung zu helfen hatten.